# Andrés Febrés
Andrés Febrés (Manresa, España, 1734 - Cagliari, Cerdeña, 1790) fue un jesuita español que desarrolló su labor de misionero en Chile. Es conocido principalmente por las acusaciones que hizo contra los ministros del rey Carlos III a causa de la expulsión de los jesuitas de los dominios españoles y por haber publicado en 1765 una gramática del mapudungun que tuvo gran relevancia para el aprendizaje del idioma de los mapuches hasta la aparición de los trabajos de Lenz y los misioneros capuchinos, a principios del siglo XX.

## Biografía
Sus padres fueron Bonifacio Febrés y Paula Oms. Arribó a Chile alrededor de 1755, a los 21 años de edad, y se ordenó sacerdote en 1758. A partir de 1759 fue misionero en La Araucanía, en las misiones de Imperial y Angol, también en Valdivia y San José de la Mariquina. La expulsión en 1767 no le permitió fundar la misión de Río Bueno.
Durante sus estudios en Santiago, comenzó a aprender la lengua mapuche y luego a escribir un manual para estudiarla. Completó una versión preliminar de la obra en 1764 y obtuvo permiso de la orden para imprimirla, por lo que viajó a Lima en 1765.
La obra consiste en un Arte (manual de gramática), un Calepino (diccionario) y materiales religiosos. Para el diccionario usó al menos tres obras previas: el de Luis de Valdivia (1606), uno de Diego Amaya Sotomayor y uno de Gaspar López de Codiñanos hecho en Chiloé.
Existen antecedentes para creer que Febrés aprendió mapudungun con los manuscritos del misionero Bernardo Havestadt, a quien no mencionó en su libro. Havestadt solo publicó su obra, Chilidúǵu, luego de la expulsión de Chile, en 1777, pero sus escritos ya circulaban entre los misioneros cuando Febrés llegó a Chile. Además, como hizo notar Rodolfo Lenz en 1894, Havestadt publicó en su libro un ejemplo de carta en mapudungun que correspondería a una misiva en que Febrés le agradece por los materiales y reconoce sus capacidades en la materia. Junto con una advertencia del prólogo, la inclusión de esta carta comprensible para pocos lectores habría sido una forma discreta de hacer ver que su obra era anterior a la de Febrés y que además este se había servido de ella.
Luego de la expulsión de los jesuitas, Febrés fue enviado a Italia, donde estudió matemática y escribió dos folletos. En 1778 publicó una defensa del abate Javier Lampillas, a raíz de las críticas que le había hecho un diarista florentino, escrito que fue considerado "elegante" y acarreó la disculpa del florentino.
En 1780 debió escapar de Roma, debido a su relación con quienes publicaron una Memoria Católica del sacerdote Carlos Borgo y a que se encontró en su poder una imprenta portátil y escritos contra el diplomático José Nicolás de Azara, quien había participado en la supresión de la orden jesuita.
Su Segunda Memoria Católica de 1783 y 1784 causó polémica, pues en ella criticó con dureza la persecución a los jesuitas. En ella acusaba un complot contra la corona, la iglesia y la Compañía de Jesús y pedía que los implicados, entre quienes contaba a ministros del rey, fuesen condenados a muerte por traición. Uno de sus pronósticos era que la expulsión de los jesuitas y el apoyo español a la independencia estadounidense, junto con la participación de otras potencias europeas, traerían revueltas que concluirían en la independencia de las colonias españolas en América.
Azara buscó que el papa Pío VI condenara al libro y a Febrés y tuvo éxito, por tanto Febrés debió esconderse para evitar el castigo, que podía ser incluso su ejecución. En un principio Febrés le escribió al papa para hacerle saber de su paradero, pero luego siguió huyendo y viviendo de la ayuda de otros jesuitas. Para que Azara no lo persiguiera más, se difundió el rumor de un escape a América, pero en realidad Febrés se ocultó en la isla de Cerdeña y creó una escuela para niños.
Falleció en Cagliari el año 1790.

## Obra
- Arte de la lengua general del Reyno de Chile, Lima, 1765[11]
- Análisis del juicio del diarista florentino sobre el ensayo histórico apologético de la literatura española del Sr. Abate D. José Lampillas. Siena, 1778.
- Segunda Memoria Cattolica, 1783.